# Calligypona flavescens
Calligypona flavescens är en insektsart som beskrevs av Lindberg 1956. Calligypona flavescens ingår i släktet Calligypona och familjen sporrstritar. Inga underarter finns listade i Catalogue of Life.